# 過剰歯
過剰歯（かじょうし） とは、歯種によって決まっている数以上に存在する歯のことである。成長の過程で口腔内に萌出する場合もあれば、萌出しない場合もある。過剰歯はヒトにおいて女性よりも男性に多く見られる。欠損歯より例は少ない。

## 概要
これまでの進化の過程にて失われてきた歯が、過剰歯として発生することが多い。それらの中で、最も多い過剰歯の形態は、上顎の正中にできる正中過剰歯である。
過剰歯の大きさは、多くの場合で同じ歯種の他の歯より明らかに小さく、形態などから見た目で過剰歯と判る物が一般的である。しかし、稀に普通の歯とほぼ同じ大きさや形態を持ち、どれが過剰歯か判らない場合もある。
曲がって萌出したり、他の歯を圧迫するなどして歯並びを悪くする原因となることが多く、そのような場合には抜歯の対象にされる。これに対して、正常に萌出して他の歯への悪影響も無い場合は、そのまま問題なく使える歯になり、抜歯の必要は無い。口腔内に萌出せずに、歯肉や顎骨内に留まることもあるが、たとえ萌出しなくても既存の歯の根に影響を与えることもあり、このような場合は抜歯が必要になる。ただし骨内に留まっている場合は、通常の抜歯と比べて難しい手術になる傾向にある。

## 種類

### 過去に存在しその後退化した歯の名残
正中過剰歯
左右の中切歯の間に発生する。元来3対あった切歯が2対に減る際に最も前の1対が失われた名残とされる。また、番号は無い。
第四大臼歯
第三大臼歯の後ろに発生する。猿人等の古い化石人類には存在していた歯のため、これが退化して失われた名残とされる。第三大臼歯の続番で「9番」と呼ばれる。

### それ以外
臼傍歯
大臼歯の外側に発生する。形態としては大臼歯の縮小型。第四大臼歯とは別の存在と考えられている。
- 他に、通常存在する歯が2重に発生したと思われる例も確認されている。